# Sluneční erupce

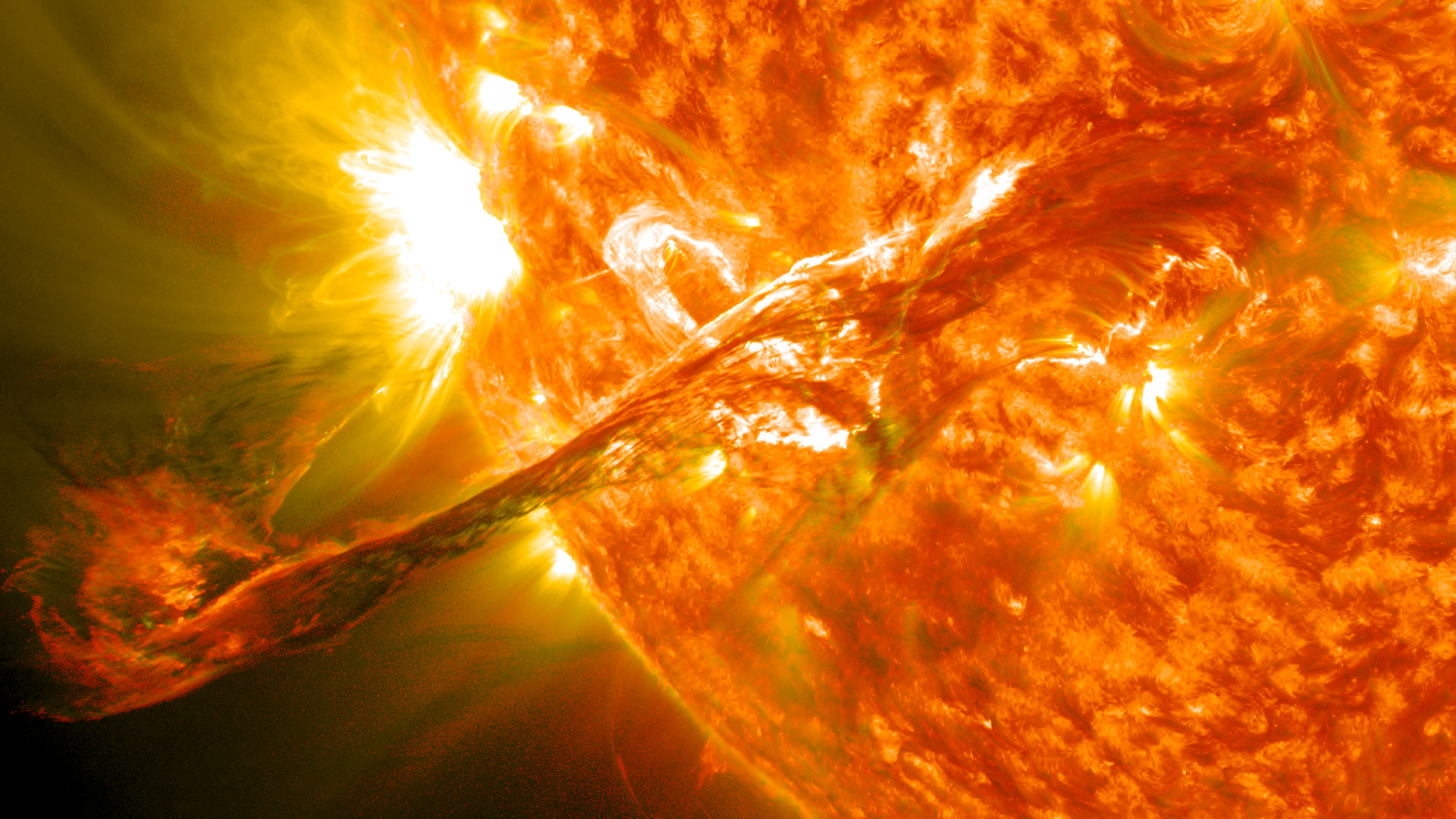
Sluneční erupce v koróně doprovázená výronem hmoty, která se odehrála 31. srpna 2012.

Sluneční erupce je prudký výbuch ve sluneční atmosféře s energií srovnatelnou s miliardou megatun TNT, běžně se pohybující okolo 1 milionu kilometrů v hodině (asi 0,1% rychlosti světla) a třeba i vyšší. Sluneční erupce je známa tím, že může zasáhnout elektrické přenosy mnoha pozemských komunikačních zařízení, včetně počítačů, mobilních telefonů, pagerů a automobilů. Sluneční erupce se odehrává ve sluneční koroně a chromosféře zahřátím plazmatu na několik milionů kelvinů a zrychlením výsledných elektronů, protonů a těžších iontů k rychlosti světla. Vytvářejí elektromagnetické záření podél celého elektromagnetického spektra na všech vlnových délkách od nejdelších radiových vln po nejkratší vlny záření gama. Většina erupcí nastává okolo slunečních skvrn, kde se vyvine intenzivní magnetické pole ze slunečního povrchu do korony. Sluneční erupce mohou vyzařovat až po několik hodin nebo dokonce i několik dnů, většina erupcí však svou energii uvolní během pouhých minut.
Sluneční erupce byla na Slunci poprvé pozorována roku 1859. Hvězdné erupce byly také pozorovány u mnoha jiných hvězd.
Frekvence výskytu slunečních erupcí se různí, od několika denně, když je slunce zvlášť „aktivní“, až po méně než jednou týdně, když je Slunce „klidné“.
Sluneční aktivita se mění v 11letém cyklu. Na vrcholu tohoto cyklu, kdy je typicky více slunečních skvrn, je více erupcí.

## Klasifikace slunečních erupcí
Sluneční erupce jsou klasifikovány jako A, B, C, M nebo X v závislosti na vrcholném toku (ve wattech na metr čtvereční, W/m2) od 100 do 800 pikometrů radioaktivního záření v blízkosti Země, jak bylo naměřeno na vesmírné lodi GOES. Každá třída má vrcholný tok vždy desetkrát vyšší než předcházející, s třídou X mají vrcholný tok uspořádaný při 10−4 W/m2. Kolem třídy je lineární měřítko od 1 do 9, to znamená, že erupce X2 je dvakrát tak vyšší jako erupce X1, a je čtyřikrát silnější, než erupce M5. Silnějším M a X třídám erupcí je často přisuzována řada účinků na Zemi.
Přestože klasifikace GOES je užívána běžně k určení velikosti sluneční erupce, jedná se pouze o odhad.
Dvě největší erupce GOES byly události X20 (2 mW/m2), zaznamenané 16. srpna 1989 a 2. dubna 2001. Tyto události však byly zastíněny erupcí ze 4. listopadu 2003, kdy se jednalo o největší radiační erupci, která byla kdy zaznamenána. Tato erupce byla původně klasifikována jako X28 (2.8 mW/m2). Přestože detektory GOES byly zahlceny, nyní se předpokládá, že erupce byla mezi X40 (4.0 mW/m2) a X45 (4.5 mW/m2), podle vlivu událostí v zemské atmosféře. Erupce pochází z oblasti 10486, která je ukázána několik dní před erupcí.
Předpokládá se, že největší erupce za posledních 500 let nastala v srpnu 1859. Byla pozorována britským astronomem Richardem Carringtonem a zanechala stopy v Grónském ledu ve formě nitrátu a berylia-10, který nyní dovolil vědcům změřit sílu erupce.
Největší zaznamenaná sluneční bouře byla před 14300 lety.

## Rizika
Sluneční erupce a asociovaný výron koronální hmoty mají silný vliv na naše místní vesmírné počasí. Produkuje proudy vysoce energetických částic slunečního větru a Zemské magnetosféry, která se může objevit jako radiační riziko pro vesmírné lodi a kosmonauty. Měkčí třída proudů radioaktivního záření narůstá ionizováním horní atmosféry, která může vadit krátkovlnné radiové komunikaci a může narušit nízko letící orbitální satelity a způsobit jejich poškození. Energetické částice v magnetosféře přispívají k aurora borealis a aurora australis.
Sluneční erupce vytváří kaskádu vysokoenergetických částic známých jako protonová bouře. Protony mohou proniknout lidským tělem a způsobit biochemické poškození. Většina protonových bouří trvá dvě a více hodin od doby vizuálního kontaktu k dosáhnutí Země. Sluneční erupce z 20. ledna 2005 vytvořila největší koncentraci protonů, která kdy byla přímo změřena, a trvalo pouze 15 minut od prvního pozorování k dosažení Země. Indikovaná rychlost byla okolo jedné třetiny rychlosti světla.
Radiační rizika a výrony koronální hmoty jsou jedněmi z hlavních obav při diskuzích o lidské misi k Marsu nebo k Měsíci. Bude potřeba vytvořit určitý druh magnetického štítu pro ochranu kosmonautů. Původně se myslelo, že by kosmonauti měli mít dvě hodiny času dostat se pod ochranu štítu, ale na základě události z 20. ledna mají pouze 15 minut na to, aby si našli ochranu před radiací.

## Vesmírná loď Solar-B
V září 2006 byla Japonskou Vesmírnou agenturou vypuštěna nová vesmírná loď momentálně známá jako Solar-B, aby sledovala sluneční erupce ve větších detailech. Zařízení má studovat sílu magnetických polí, u kterých se má za to, že jsou zdrojem slunečních erupcí.

## Supererupce
Hvězdné supererupce pozorované u jiných hvězd mohou být až 1000x silnější než ty pozorované na Slunci.